# Brown Mountain (Südgeorgien)
Der Brown Mountain ist ein abgerundeter und 330 m hoher Hügel auf Südgeorgien. Er ragt 1,2 km südlich der Walfangstation in Grytviken am Westufer der Cumberland East Bay.
Teilnehmer der Schwedischen Antarktisexpedition (1901–1903) unter der Leitung Otto Nordenskjölds nahmen als Erste Vermessungen des Berges vor. Der deutsche Zoologe und Arzt August Emil Alfred Szielasko (1864–1928), der das Gebiet um den Berg bei einem Besuch Südgeorgiens im Jahr 1906 kartierte, benannte ihn als Braun Berg. Die englischsprachige Form etablierte 1954 das UK Antarctic Place-Names Committee.